# 普萊森特希爾 (阿肯色州洛根縣北部)
普萊森特希爾（英語：Pleasant Hill）是位於美國阿肯色州洛根縣的一個非建制地區。該地的面積和人口皆未知。

## 地理
普萊森特希爾的座標為35°20′14″N 93°36′51″W / 35.33722°N 93.61417°W，而該地的平均海拔高度為128米（即420英尺）。